# پلاگوسور
پلاگوسور (نام علمی: Pelagosaurus) نام یک سرده از دریاسوسماران است.